# آيت بومزيل أزغار (البرج)
آيت بومزيل أزغار هي إحدى مشيخات المملكة المغربية، تتبع جغرافيا لإقليم خنيفرة وإداريًا لالبرج. يقدر عدد سكانها بـ 1465 نسمة حسب الإحصاء الرسمي للسكان والسكنى لسنة 2004.